# Nikolai Dmitrijewitsch Golizyn

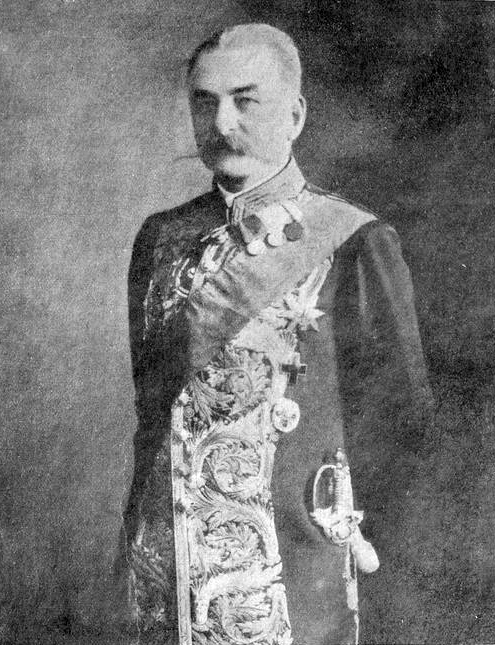
Fürst Nikolai Dmitrijewitsch Golizyn

Fürst Nikolai Dmitrijewitsch Golizyn (russisch Никола́й Дми́триевич Голи́цын, *12. Apriljul. / 24. April 1850greg. in Poretschje, Oblast Moskau, Russland; † 2. Juli 1925 in Leningrad, Sowjetunion) war ein russischer Politiker. Er amtierte vom 27. Dezember 1916jul. / 9. Januar 1917greg. bis zum Ausbruch der Februarrevolution am 27. Februarjul. / 12. März 1917greg. als letzter Ministerpräsident des zaristischen Russland.
Im Jahr 1924 wurde er in Leningrad von der sowjetischen Geheimpolizei GPU als angeblicher Konterrevolutionär verhaftet und anschließend erschossen.
| Vorgänger                      | Amt                                                                     | Nachfolger                 |
| ------------------------------ | ----------------------------------------------------------------------- | -------------------------- |
| Alexander Fjodorowitsch Trepow | Ministerpräsident des Russischen Reiches 9. Januar 1917 – 12. März 1917 | Georgi Jewgenjewitsch Lwow |

| Personendaten    | Personendaten                          |
| ---------------- | -------------------------------------- |
| NAME             | Golizyn, Nikolai Dmitrijewitsch        |
| ALTERNATIVNAMEN  | Голицын, Николай Дмитриевич (russisch) |
| KURZBESCHREIBUNG | russischer Politiker                   |
| GEBURTSDATUM     | 24. April 1850                         |
| GEBURTSORT       | Poretschje (Moskau, Moschaisk)         |
| STERBEDATUM      | 2. Juli 1925                           |
| STERBEORT        | Leningrad                              |